# 查干哈达苏木
查干哈达苏木是中华人民共和国内蒙古自治区赤峰市巴林左旗下辖的一个乡镇级行政单位。

## 行政区划
查干哈达苏木下辖以下地区：
乌兰格日勒嘎查、汪安池嘎查、查干套海嘎查、前召嘎查、阿鲁召嘎查、东哈达英格嘎查、白音宝力格嘎查、石房子嘎查、哈通河村、保安堂村、半拉沟村、野猪沟村、黄家营子村和盖家店村。